# Leucatomis
Leucatomis is een geslacht van vlinders van de familie spinneruilen (Erebidae), uit de onderfamilie Herminiinae.

## Soorten
- L. bisacutum Hampson, 1895
- L. discisigna Moore, 1883
- L. incondita Dognin, 1914
- L. lunifera Moore, 1885
- L. sabularea Schaus, 1906
- L. variegata Hampson